# Vicente Dutra
Vicente Dutra là một đô thị thuộc bang Rio Grande do Sul, Brasil. Đô thị này có diện tích 195,043 km², dân số năm 2007 là 5569 người, mật độ 28,55 người/km².